# Philip d’Aubigny
Philip d’Aubigny (auch Philip d’Albini oder Daubeney) († 1236) war ein anglonormannischer Ritter, der als königlicher Militär, Diplomat und Ratgeber diente.

## Herkunft und Förderung durch den Earl of Leicester
Philip d’Aubigny entstammte einer Nebenlinie der Familie d’Aubigny, die ursprünglich aus Saint-Aubin-d’Aubigné in der Bretagne stammte. Er war vermutlich ein jüngerer Sohn von Elias d’Aubigny (auch d’Aubigné) und dessen Frau Hawise. Sein Vater hatte von dem mit ihm verwandten William d’Aubigné, dem Lord von Belvoir Castle, Besitzungen in Lincolnshire erhalten, dazu besaß er Güter in der Bretagne und in der Normandie. Offenbar hatte zunächst Philips älterer Bruder Ralph d’Aubigny die Besitzungen ihres Vaters in geerbt, während Philip mit seinen Brüdern Oliver und Marchisius in den Dienst von Robert de Beaumont, 4. Earl of Leicester trat. Earl Robert vermittelte wohl Philips Heirat mit Joan, der Witwe des Barons William de Bouquetot, die 1200 erfolgte. Durch die Heirat erwarb Philip Besitzungen bei dem Dorf Bouquetot in der Normandie, die er als Lehen der Abtei Saint-Wandrille hielt, sowie Horsmonden in Kent als Lehen der Earls of Gloucester. Nachdem jedoch König Johann Ohneland die Normandie im Krieg mit Frankreich verloren hatte, entschied sich Philips Bruder Ralph, die französische Herrschaft anzuerkennen, um die Herrschaft über seine Besitzungen in Frankreich zu behalten. Deshalb erklärte Johann Ohneland seine englischen Besitzungen 1205 für verwirkt und vergab sie an Philip. 

## Militär im Dienst von König Johann Ohneland
Nachdem d’Aubigny vom König die Familienbesitzungen in England erhalten hatte, gehörte er zu den loyalen Unterstützern des Königs. 1207 war er Kommandant von Ludlow Castle, ehe er im selben Jahr Verwalter der Kanalinseln wurde. Als Johann Ohneland 1213 einen Feldzug nach Frankreich unternehmen wollte, sollte Philip als Marschall des Heeres dienen, doch der Feldzug wurde verschoben. Als der König dann im nächsten Jahr zu einem erfolglosen Feldzug nach Frankreich aufbrach, nahm d’Aubigny an der Expedition teil. Als Unterstützer des Königs bezeugte er 1215 die Anerkennung der Magna Carta. Vor Ausbruch des Ersten Kriegs der Barone gegen den König wurde er dann im Juli 1215 zum Kommandanten von Bristol Castle ernannt.

## Dienst als Verwalter, Militär und Diplomat unter Heinrich III.
Während des Kriegs der Barone befehligte d’Aubigny 1217 die königlichen Truppen in Kent und Sussex. Als Commander of the Knights of Christ führte er von seinem Stützpunkt Rye aus mehrere Angriffe gegen die Truppen der Adelsopposition und deren französische Verbündeten. Zeitweise konnte er mit Unterstützung der Cinque Ports den französischen Prinzen Ludwig in Winchelsea einschließen, so dass dieser im Februar 1217 mit einer französischen Flotte nach Frankreich flüchten musste. Anschließend hatte d’Aubigny wesentlichen Anteil an der Rückeroberung von Hampshire. Im Mai 1217 kämpfte er in der Schlacht von Lincoln und im August 1217 kommandierte er während der Seeschlacht bei Sandwich eines der Schiffe der königlichen Flotte. Später wurde er Kommandant von Devizes Castle. Allerdings führte er von dieser Burg auch noch nach dem offiziellen Ende des Kriegs der Barone im September 1217 Überfälle auf Besitzungen des ehemaligen Rebellen Henry Fitz Count in Südwestengland, so dass der Justiciar Hubert de Burgh eingreifen musste. Danach war d’Aubigny ein loyaler Unterstützer des Regentschaftsrats, der für den minderjährigen Heinrich III. die Regierung führte. 1219 wurde d’Aubigny zusammen mit Bischof Peter des Roches die Verwaltung der Honour von Leicester übertragen. Dazu war er für die ritterliche Ausbildung des minderjährigen Königs verantwortlich, dieses Amt verdankte er vermutlich seinem Förderer Peter des Roches. Dafür belohnte ihn der Regentschaftsrat mit der Verwaltung mehrerer heimgefallenen Kronlehen, darunter Chewton Mendip und South Petherton in Somerset sowie Bampton in Oxfordshire. 1219 wurde er von seinem namensgleichen Neffen Philip d’Aubigny dem Jüngeren, einem Sohn seines Bruders Ralph als Verwalter der Kanalinseln abgelöst. Dafür wurde er 1220 als Gesandter nach Frankreich geschickt, um den Waffenstillstand zu verlängern. 1221 wurde ihm erlaubt, seine Lehen in England zu verpachten, damit er am fünften Kreuzzug teilnehmen konnte. Er erreichte das Heilige Land jedoch erst nach der Niederlage der Kreuzfahrer bei Damiette. Nach seiner Rückkehr nach England wurde er im November 1222 als Gesandter in das den englischen Königen gehörende Poitou geschickt, um mit dem rebellischen Hugo X. von Lusignan zu verhandeln. Im nächsten Jahr diente er dann als Gesandter in der Bretagne und am französischen Königshof, um erneut den Waffenstillstand mit Frankreich zu verlängern. Dabei erhoben die Franzosen jedoch Ansprüche auf das Poitou, und obwohl sich Papst Honorius III. im Dezember 1223 für eine Verlängerung des Waffenstillstands einsetzte, kam es im Sommer 1224 zu einem neuen französisch-englischen Krieg.
Während um 1223 sein ehemaliger Lehnsherr Peter des Roches am Königshof in Ungnade fiel, konnte d’Aubigny seine Stellung festigen. Dennoch behielt er weiterhin ein gutes Verhältnis zu des Roches. Als ehemaliger Kreuzfahrer wurde er 1223 ausgewählt, Johann von Brienne, den Regenten des Königreichs Jerusalem zu begleiten, als dieser nach England kam, um für einen neuen Kreuzzug zu werben. Im gleichen Jahr schützte er Richard de Berkying, den Abt von Westminster Abbey, vor einem Angriff von aufgebrachten Londoner Bürgern. Nachdem die Franzosen 1224 das Poitou angegriffen hatten, gehörte d’Aubigny zum Heer, mit dem Richard, der Bruder des Königs, in die Gascogne und ins Poitou zog. Die nächsten beiden Jahre verbrachte er vor allem in Frankreich, und 1227 und 1228 reiste er als englischer Gesandter an den französischen Königshof. Dazu war er von 1227 bis 1229 Sheriff von Berkshire und Verwalter der Honour von Wallingford. Im Juli 1228 bewilligte ihm Heinrich III. 500 Mark, damit er am Kreuzzug von Kaiser Friedrich II. teilnehmen konnte. Wahrscheinlich nahm er jedoch an dem Kreuzzug des Kaisers nicht teil, denn im November 1228 und im Mai 1229 reiste er wieder als Gesandter nach Frankreich. 1230 nahm er am erfolglosen Feldzug von Heinrich III. in die Bretagne und in das Poitou teil. Von 1232 bis 1234 gehörte er zu den führenden englischen Gesandten bei den Verhandlungen mit Herzog Peter Mauclerc von der Bretagne.

## Erneute Teilnahme am Kreuzzug, Tod und Erbe
1235 brach d’Aubigny zusammen mit seinen bretonischen Verwandten Olivier d’Aubigné und Guillaume de Chevaigné (auch Chaeny) zu einem erneuten Kreuzzug auf. Er starb im folgenden Jahr im Heiligen Land und wurde in Jerusalem beigesetzt. 
Da d’Aubigny keine ehelichen Nachkommen hinterließ, fielen seine Güter South Petherton und der Großteil der Familiengüter in Lincolnshire an seinen Neffen Ralph d’Aubigny († 1291). Dessen älterer Bruder Philip d’Aubigny der Jüngere war entweder 1225 gestorben oder auf die französische Seite gewechselt, denn in diesem Jahr wurde Philip d’Aubigny dem Älteren die Verwaltung von Ingleby bei Lincoln übertragen. Ralph d’Aubigny war vermutlich in der Bretagne aufgewachsen, was ein deutliches Zeichen ist, dass die Familie trotz der häufigen Konflikte zwischen England und Frankreich in engem Kontakt geblieben war. Seine Nachfahren anglisierten den Namen d’Aubigny in Daubeney. Sie blieben in direkter männlicher Erbfolge fast bis zur Mitte des 16. Jahrhunderts im Besitz von Ingleby und South Petherton.